# رائول هکتور کاسترو
رائول هکتور کاسترو (انگلیسی: Raúl Héctor Castro؛ ۱۲ ژوئن ۱۹۱۶ – ۱۰ آوریل ۲۰۱۵) یک سیاست‌مدار آمریکایی متولد مکزیک بود. او در مناصب انتخابی و انتصابی از جمله سفیر ایالات متحده و ۱۴مین فرماندار آریزونا (۱۹۷۵–۷۷) فعالیت کرده بود. او نخستین مکزیکی آمریکایی بود که به فرمانداری آریزونا برگزیده شد. در پی مرگ آلبرتو روسلینی فرماندار وقت واشینگتن در اکتبر ۲۰۱۱، در سن ۱۰۱ سالگی، کاسترو با ۹۸ سال سن پیرترین فرماندار سابق زندهٔ ایالات متحده آمریکا بود.